# Potosi (Missouri)
Pour les articles homonymes, voir Potosí (homonymie).
La ville de Potosi est le siège du comté de Washington, dans l’État du Missouri, aux États-Unis. Sa population s’élevait à 2 660 habitants lors du recensement de 2010, estimée à 2 643 habitants en 2016.

## Histoire
François Azor, alias Breton, découvre un nouveau filon en 1773, appelé "la mine à Breton", qui attire les mineurs des autres sites proches, dans les Mines de plomb du sud du Missouri. Les deux décennies de la fin du XVIIIe siècle voient de nouveaux arrivages de Français du Missouri dans le secteur de "La Vieille Mine", près de la ville de Potosi, dans le sud-est de l’État. La "mine à Breton" compte déjà 26 familles françaises pour l'exploiter en 1804 et en 1818, on compte 70 bâtiments.
Entre-temps, entre 1795 et 1801, une forte immigration américaine et anglophone a pris le relais sur les autres futurs villages miniers de la région et en 1818, on compte 70 bâtiments, qui conservera des traditions francophones. Vers la fin des années 1980, il y avait encore plus d’un millier de locuteurs natifs du français missourien capables de comprendre et de s’exprimer dans le dialecte de la région. 
Moses Austin a reçu d'importants droits miniers en 1797 et en 1818, on compte 70 bâtiments et il sera le premier à installer une colonie américaine à l'ouest du Mississippi. Il fonda Potosi, mais la guerre anglo-américaine de 1812 puis la crise bancaire de 1819 le ruinèrent.